# Megaclinium (Bulbophyllum)
Megaclinium es una sección del género Bulbophyllum perteneciente a la familia de las orquídeas.
Se caracterizan por ser las plantas originarias de África. La especie tipo es: Bulbophyllum falcatum [Lindley] Rchb.f 1861

## Especies
1. Bulbophyllum acutibracteatum De Wild.1921
2. Bulbophyllum calyptratum Kraenzl. 1895
3. Bulbophyllum carnosisepalum J.J.Verm. 1986
4. Bulbophyllum colubrinum (Rchb.f.) Rchb.f. 1861
5. Bulbophyllum falcatum [Lindley]Rchb.f 1861
6. Bulbophyllum falcipetalum Lindl., 1862
7. Bulbophyllum imbricatum Lindl. 1841
8. Bulbophyllum lizae J.J.Verm. 1984
9. Bulbophyllum magnibracteatum Summerh. 1935
10. Bulbophyllum maximum (Lindl.) Rchb. f. 1861
11. Bulbophyllum magnibracteatum Summerh. 1935
12. Bulbophyllum purpureorhachis (De Wild.) Schltr 1914
13. Bulbophyllum renkinianum (Laurent) De Wild. 1921
14. Bulbophyllum resupinatum var. filiforme (Kraenzl.) J.J.Verm. 1986
15. Bulbophyllum sandersonii (Hook.f.) Rchb.f.
16. Bulbophyllum sandersonii subsp. stenopetalum (Kraenzl.) J.J.Verm. 1986
17. Bulbophyllum scaberulum (Rolfe) Bolus 1889